# 82656 Puskás
A 82656 Puskás (2001 PQ13) egy, a fő kisbolygóövbe tartozó kisbolygó, melyet 2001. augusztus 10-én fedezett fel Sárneczky Krisztián, Szabó Gyula és Sziládi Katalin Piszkéstetőn, és Puskás Ferencről, minden idők egyik legnagyobb magyar labdarúgójáról nevezték el.